# برنت فکتوری (ویرجینیا)
برنت فکتوری (به انگلیسی: Burnt Factory) یک منطقهٔ مسکونی در ایالات متحده آمریکا است که در شهرستان فردریک، ویرجینیا واقع شده‌است.